# Michel Pitard
Pour les articles homonymes, voir Pitard.
Michel Pitard, né le 22 août 1950 à Neuillac (Charente-Maritime) et mort le 6 mai 2018 à Saint-Maurice-le-Girard (Vendée) est un coureur cycliste français, professionnel de 1972 à 1973.

## Biographie
Il meurt des suites d'un malaise survenu lors d'une sortie en vélo entre amis,.

## Palmarès
- 1971
  - 2e du Tour du Béarn
  - 2e du Tour du Limousin
  - 2e de Nantes-La Rochelle

- 1972
  - 6e étape du Tour Nivernais Morvan
  - 3e du Tour du Béarn
  - 3e du Tour de l'Yonne
  - 3e du Tour Nivernais Morvan
  - 3e du Grand Prix de Villapourçon

- 1974
  - Essor breton :
    - Classement général
    - 2e étape

  - 2e du Grand Prix d'Oradour-sur-Vayres
  - 3e du Circuit de la vallée de la Loire
  - 3e du Grand Prix des Fêtes de Coux-et-Bigaroque
  - 3e du Grand Prix de la Trinité
  - 3e du Tour du Béarn
  - 3e des Deux Jours cyclistes de Machecoul

- 1975
  - Grand Prix de Puy-l'Évêque
  - 3e du Tour du Béarn

- 1976
  - 3e étape des Trois Jours de Vendée
  - 2e d'Orvault-Saint-Nazaire-Orvault
  - 3e du Grand Prix d'Oradour-sur-Vayres

- 1977
  - Orvault-Saint-Nazaire-Orvault
  - Trois Jours des Mauges
  - 2e du Circuit de la vallée de la Loire
  - 2e du Prix Albert-Gagnet
  - 2e des Deux Jours cyclistes de Machecoul

- 1978
  - Orvault-Saint-Nazaire-Orvault
  - 1re étape des Trois Jours de Vendée
  - 3e des Trois Jours de Vendée

- 1979
  - Tour de Bigorre
  - 2e du Tour d'Ille-et-Vilaine
  - 3e du Tour du Loiret
  - 3e des Trois Jours des Mauges
  - 3e du Grand Prix de Puy-l'Évêque

- 1980
  - Trois Jours des Mauges
  - 3e du Prix Albert-Gagnet